# Boarmia atmocyma
Boarmia atmocyma là một loài bướm đêm trong họ Geometridae.